# Jacob Hildenbrand
Jacob Hildenbrand, auch Jakob Hildenbrand (* 14. Dezember 1826 in Dürnau, Donaukreis; † 28. April 1904 in Ohmenhausen) war ein deutscher Geologe, der an der ersten geologischen Kartierung Württembergs mitarbeitete.
Hildenbrand war ursprünglich Weber. Er wurde von Friedrich August Quenstedt für die Teilnahme an der Landesaufnahme vorgeschlagen, was in Stuttgart anfangs auf Widerstand stieß. Der Leiter der Mission Heinrich Bach arbeitete ihn mit Quenstedt ein und er erstellte bis 1883 insgesamt 25 Blätter des Atlasses (Geologische Karten 1:50.000) eigenständig bearbeitet (darunter Göppingen, Schwäbisch Gmünd), weitere 11 mit anderen. Das war die Fläche der Hälfte des Königreichs Württemberg. Dabei war er offiziell nur Hilfsgeologe (Hilfsgeognost).
Der geognostische Atlas von Württemberg erschien bis 1892. Die hauptsächlichen Mitarbeiter waren neben Bach, Quenstedt und Hildenbrand Karl Deffner, Oscar Fraas und Karl Eduard Paulus.
In der Kartierung erfand er die Nadelstichmethode, bei der Eintragungen auf der Rückseite vorgenommen wurden und durch Nadelstiche mit der Vorderseite verknüpft wurden.
1876 erhielt er die kleine goldene Medaille für Kunst und Wissenschaft des Königreichs Württemberg.
Er leitete auch die von Quenstedt gegründete Schieferölfabrik bei Reutlingen, wo aus dem Posidonienschiefer des Lias Öl gewonnen wurde. Hildenbrand war es auch, der dort eine berühmte Seelilienplatte fand.